# Palazzo Vecchio
El Palazzo Vecchio ('Palau Vell') es troba a la Piazza della Signoria, a Florència (Itàlia). En el seu interior, el palau acull un museu on s'exposen obres de Bronzino, Miquel Àngel, Giorgio Vasari i d'altres.
Anomenat, en origen, palau de la Signoria, nom de l'organisme principal de la República florentina, va anar canviant de nom: palau del Priori o palau Ducal, segons els diversos governs de la ciutat.
La primera construcció s'atribueix a Arnolfo di Cambio, que la va iniciar el 1299 incorporant l'antiga torre de Foraboschi a la façana. Després de la mort d'Arnolfo, el 1302, el palau va ser acabat, per altres artistes, el 1314.
La forma exterior de l'edifici és la d'un paral·lelepípede i a la façana principal es troba la torre d'Arnolfo, un dels emblemes de la ciutat.
El 1400, la torre i el jardí interior van haver de ser reconstruïts, ja que corrien el risc d'ensorrar-se.
Entre les estances més importants, sobresurt el saló dels Cinc-Cents, la decoració mural del qual es va encomanar a Leonardo da Vinci (La Batalla d'Anghiari) i a Miquel Àngel (La Batalla de Cascina). Lamentablement, cap d'ambdues pintures es va completar i les parets van ser recobertes per altres artistes.
Entre 1540 i 1550, l'edifici va ser utilitzat com a residència de Cosme I de Mèdici, i s'anomenà aleshores palau Ducal.

## Precedents

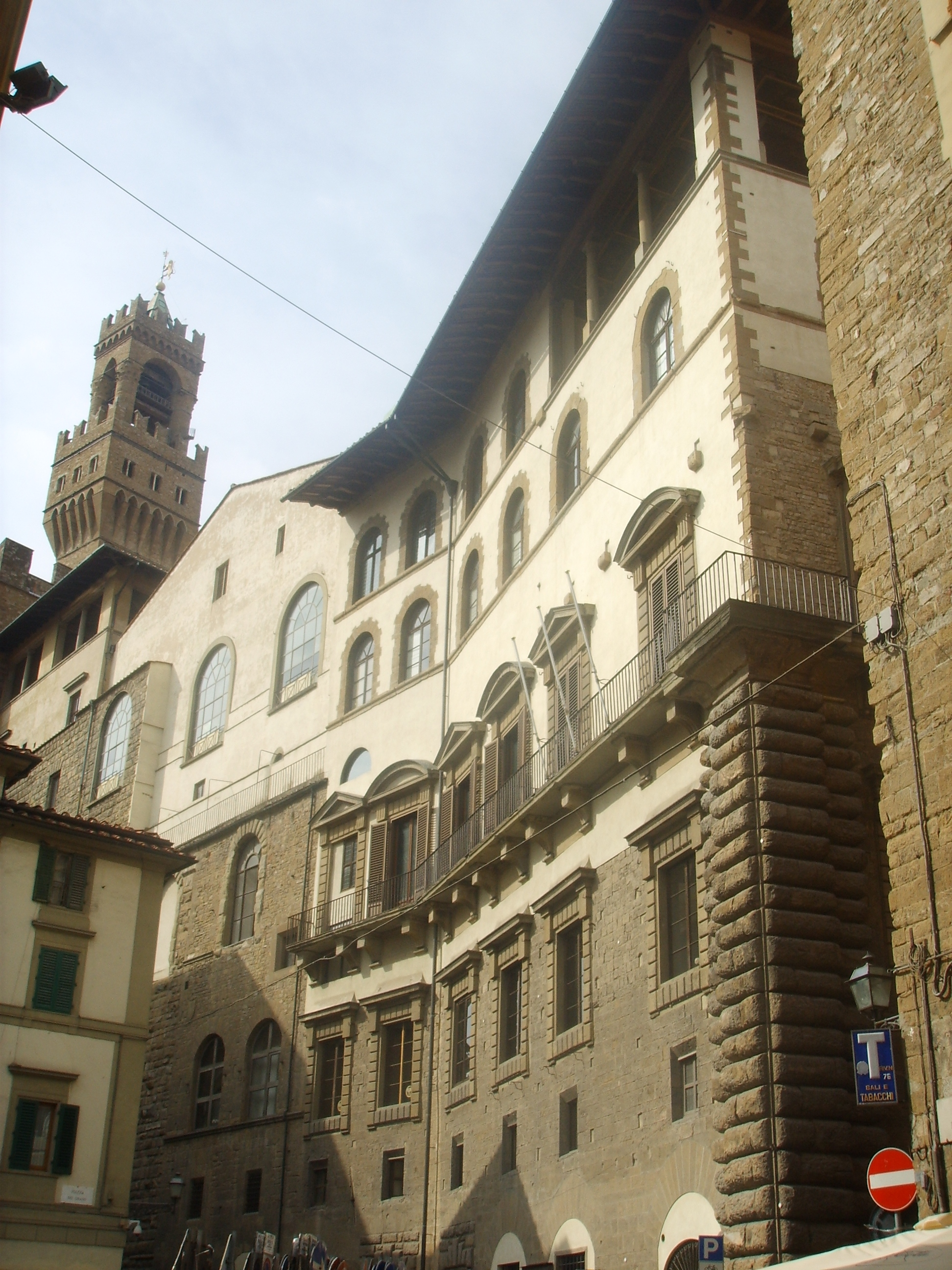
La part posterior del palau mostra perfectament la successió d'ampliacions realitzades durant segles; En la cantonada superior la Terrassa de Saturn.

A l'antiga ciutat romana de Florentia era el punt on se situava l'antic teatre romà, del qual la platea s'estenia sobre la Piazza della Signoria i l'escena on avui es troba la Via dei Leoni.
En les excavacions iniciades l'any 2000 han estat intervingudes una sèrie d'estades en els subterranis del palau, respectant els fonaments de l'edifici, que han tret a la llum diverses restes de diferents èpoques. Entre els més interessants hi ha tres sales, accessibles al públic des de 2008, on han estat oposades traces dels antics paviments de la llotja del teatre amb un tros de columna de l'escena. En excavacions posteriors s'han trobat pous, monedes, joies, àmfores i fins a l'esquelet d'un nen que encara es troba baix estudi, que hauria de pertànyer al S.I d.c.
En l'alta edat mitjana la zona estava densament edificada amb cases i cases-torre molt similars a les que encara avui es pot trobar en els blocs d'edificis propers a la via della Condotta.

## El nou Palau dels Priors
Al final del segle xiii la ciutat de Florència decideix construir un edifici per procurar als magistrats o priors una eficaç protecció en aquells temps turbulents i al mateix temps celebrar la importància del seu govern. Aquesta primera construcció va ser encarregada a Arnolf da Cambio, constructor també del Duomo de Florència i la Basilica di Santa Croce, començant a construir-la en el 1299. El palau, en aquells temps anomenat Palau dels Priores, va estar construït sobre les estructures d'altres palaus: el Palazzo dei Fanti i el Palazzo dell'essecuttore di Giustizia pertanyent a la família gibelina dels Uberti. Arnolfo va incorporar l'antiga Torre della Vaca, utilitzant-la com a part baixa de la torre actual. Aquesta és la raó per la qual, aprofitant aquesta estructura anterior, la torre rectangular no és el centre de l'edifici. Després de la mort d'Arnolf en 1302 les obres es van concloure de mà d'altres mestres en el 1314. En aquesta primera construcció, les arcades de l'antic teatre romà van ser utilitzades com a presons.
El 26 de març de 1302 (inici de l'any segons el calendari florentí) el Palau es convertirà en seu de la Signoria (senyoria) i emplaçament del consell ciutadà presidit pels priors i pel gonfanoner de justícia, una figura a mig camí entre un alcalde i un cap de govern però amb un mandat de temps molt reduït. La primera fase constructiva es va concloure el 1315.
El palau actual és fruit d'altres construccions i ampliacions successives completades entre els segles XIII i XVI. El duc d'Atenes Gutierre VI de Brienne va iniciar les primeres modificacions en el període (1342-1343), engrandint-ho sobre via della Ninna i atorgant-li l'aspecte d'una fortalesa. Altres modificacions importants es van fer en el període 1440-1460 sota les ordres de Cosme el Vell amb la introducció de decoració renaixentista en la Saló dels Dos-cents i el Pati del Michelozzo. No obstant això el primer Saló dels Cinc-cents va ser construït el 1494 durant la república de Savonarola.

## La residència del Duc
Entre 1540 i 1565 va ser la residència del duc Cosme I de Mèdici, el qual va encarregar a l'artista Battista del Tasso l'ampliació del palau, creant una nova sèrie d'apartaments on poder allotjar a la cort, als hostes i a la pròpia família. La reestructuració de part del palau i la complexa decoració de les seves sales, incloent el Saló dels Cinc-cents va ser encarregada al polifacètic artista (pintor, escriptor, arquitecte i intel·lectual) Giorgio Vasari. En aquesta reforma van participar altres artistes com Baccio Bandinelli, Stradano o Salviati, entre d'altres, als quals va suposar una bona oportunitat de formació. Amb aquestes ampliacions el palau va duplicar el seu volum, quedant finalitzada la part posterior a la fi del segle xvi.
El nom de Palau Vell va ser adoptat oficialment quan el duc Cosme I i la seva esposa Leonor Álvarez de Toledo es van traslladar a la seva nova residència, el Palazzo Pitti en el 1565. La Piazza della Signoria va seguir mantenint el seu nom malgrat els successius canvis de govern. En aquest moment es va encarregar a Vasari la creació d'un corredor, anomenat Corredor Vasariano que unia els tres edificis més importants per al govern de Florència: el Palazzo Vecchio, els Uffizi i el Palau Pitti. Aquest corredor discorria gairebé durant un quilòmetre per sobre de la ciutat, passant pel famós Ponte Vecchio. L'administració de la ciutat es va traslladar per la seva banda als Ufizzi (oficines).

## Història Contemporània
El palau va guanyar nova importància quan es va convertir en seu del govern en el període del 1865-1871, quan Florència es converteix en capital del Regne d'Itàlia. Encara que la gran part del palau és avui dia un museu dedicat a la pròpia història i obres del propi palau, encara es manté com a seu del poder toscà, albergant el Comune di Firenze (Ajuntament) i les oficines de l'alcalde (Il sindaco).

## L'exterior del Palau

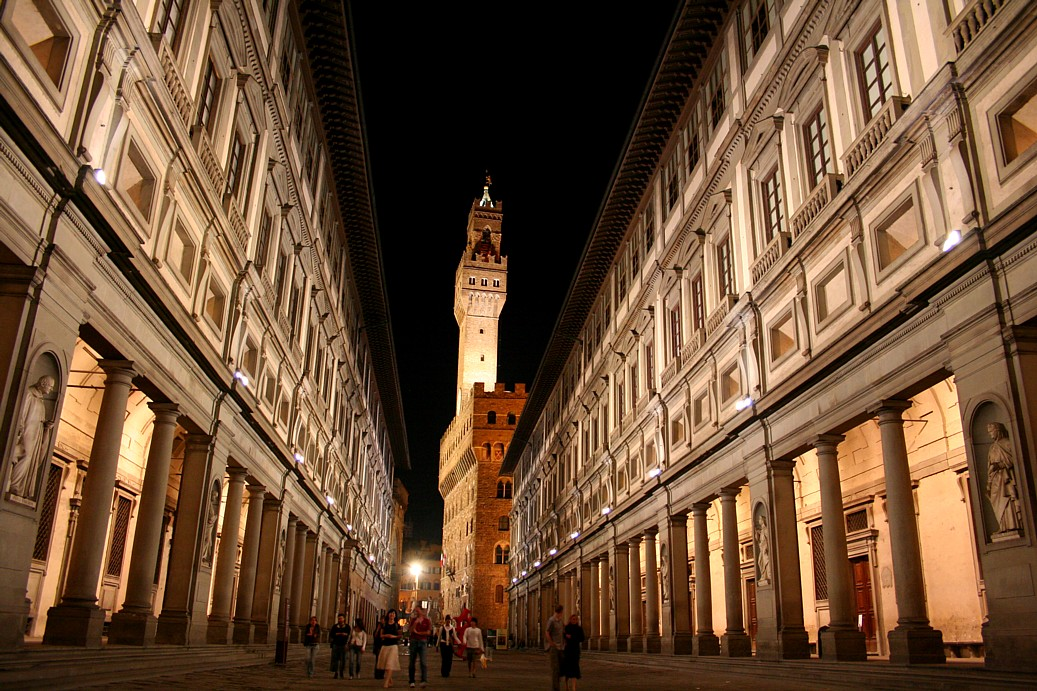
Palazzo Vecchio des de la Galeria dels Uffizi

La façana principal fa l'efecte de solidesa gràcies a l'acabat del mur en forma d'encoixinat en pietra forte, típica de la regió. Està dividida en tres nivells principals de cornises que sustenten dues files de finestres neo-gòtiques en marbre, decorades amb arcs trilobulats, que es van col·locar en el segle xviii en substitució de les originals.
La part antiga, coronada per una balconada correguda sostingut per petits pilars i arcs, es caracteritza pels merlets de tipus güelf (quadrats), mentre que la Torre d'Arnolf té uns merletes de tipus gibelí (un bec invertit anomenat "Cua d'oreneta"). Cadascun dels pilars estava decorat amb caps esculpits, humanes i animals, de les quals encara es conserven alguns exemples en bronze. Mentre entre els pilars es troben els emblemes de les famílies senyorials de la ciutat, entre els arcs que sostenen l'estructura sortint es van dissenyar troneres per a la defensa del palau, pels quals es llançava aigua calenta i pedres. El David de Miquel Àngel, que estava col·locat sota un d'aquests forats, va ser danyat en un dels atacs en caure-li una pedra sobre un braç.
Les quatre cantonades de la balconada correguda estaven rematades per quatre lleons Marzocco, símbol de la ciutat, tallats en pedra. Des d'aquesta ronda de guàrdia, es pot accedir a la Torre d'Arnolf, que compta amb una altura de 95 metres. Aquesta no solament servia per vigilar els exteriors de la ciutat sinó que també va servir com a presó per a reus importants com el propi Savonarola o Cosme el Vell. A la part alta de la torre, un lleó marzocco de bronze culmina la part més elevada del palau, fent alhora d'estendard i de penell. Vulgarment es deia que: "Quan el lleó pixa sobre el Arno plou en Florència".

### Arengario i entrada

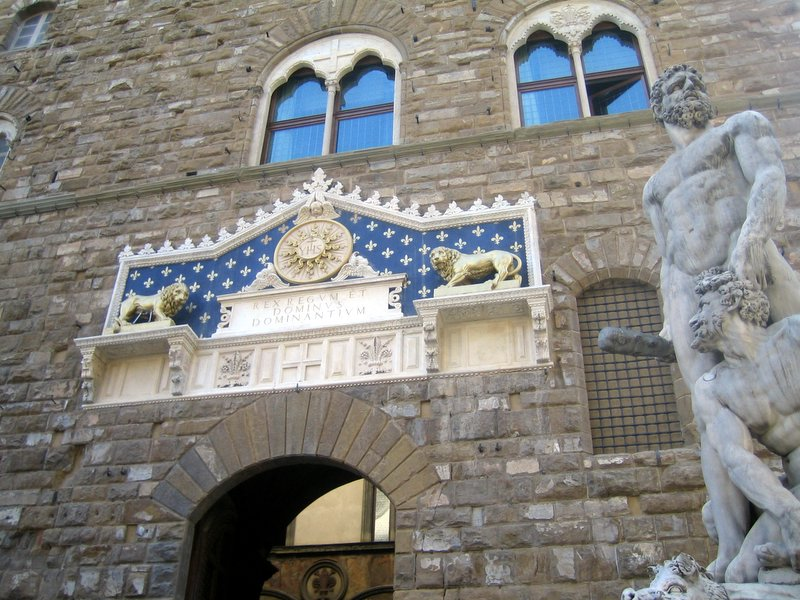
L'entrada principal amb el frontispici.

La peanya elevada davant del Palau és l'anomenat arengari, zona on es feien les arengues públiques, que va ser eliminada durant les restauracions del segle xix de mà de Giuseppe Del Rosso. Des d'aquest lloc els priors assistien a les cerimònies ciutadanes que es realitzaven a la Plaça de la Senyoria. Durant el govern del Duc d'Atenes (1342-1343) es van afegir a l'arengario dues avantportas i altres elements. Al final del Quattrocento va ser decorat amb escultures que encara es poden admirar (la majoria són rèpliques de les originals). Les més antigues són El Marzocco i Judit i Holofernes (1455-1460), ambdues de Donatello; han estat substituïdes per còpies per preservar-les (el Marzocco es troba en el Museu del Bargello, mentre que Judit es guarda dins del Palau, concretament en la Sala dels Lliris.
El David de Miquel Àngel va ser col·locat a la plaça en el 1504, a l'any de la seva finalització, mitjançant un entramat i delicat enginy de l'artista que permetia transportar la pesada estàtua sense que aquesta toqués el propi carro que la portava, a causa del greu perill de fracturar-la. En el 1873 es va traslladar a la Galeria de l'Acadèmia, on s'exposa actualment, sent substituït per una còpia en 1910. Al costat d'aquesta està el Hèrcules i Caco de Baccio Bandinelli, obra molt criticada pels florentins per trobar-se al costat de l'obra mestra de Miquel Àngel.
Davant del portal, darrere del David i del Hèrcules, es troben dues escultures en marbre: una masculina feta per [Vincenzo de'Rossi] i una altra femenina de mà de Bandinelli, les quals sostenien antigament una cadena per delimitar la zona d'accés al Palau. Damunt del portal principal es va realitzar un frontispici decoratiu en marbre, datat del 1528, amb el monograma de Crist Rei flanquejat per dos lleons. Envoltant el monograma està escrit "Rex Regum et Dominus Dominantium" (Jesucrist, Rei de reis i senyor de senyors). Aquesta inscripció va ser encarregada pel gonfanoner Niccolò Capponi en el 1511, substituint una anterior inspirada per Savonarola.

### Els escuts sobre la façana

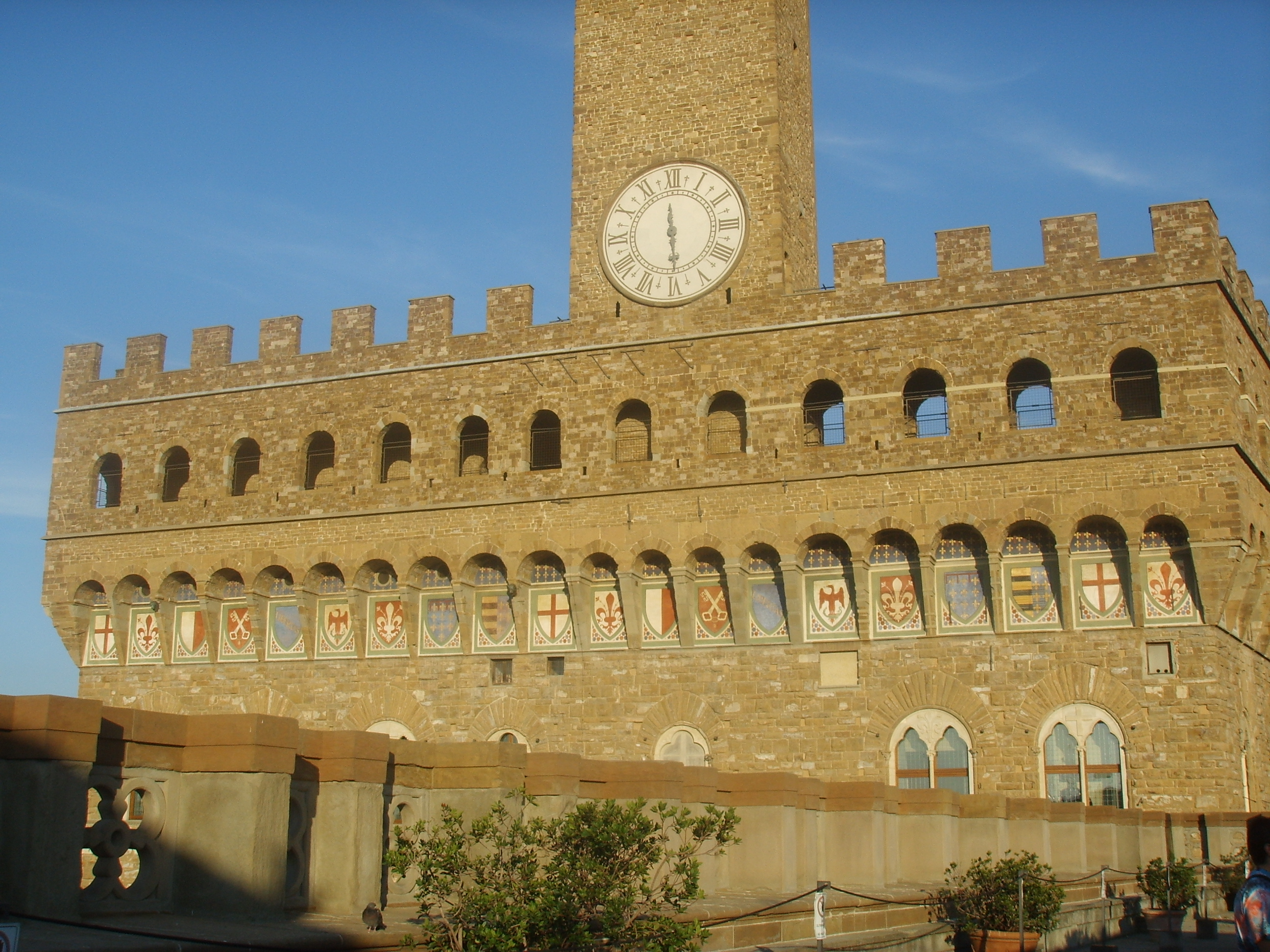
Els emblemes de la façana vists des de la Loggia dei Lanzi

En 1353 van ser pintats una sèrie d'emblemes que simbolitzaven alguns aspectes particulars de la República de Florència que encara avui ens donen a entendre, en cert sentit, la situació política de l'època. La sèrie de nous emblemes es repeteix dues vegades sobre la façana i dos emblemes es retroben sobre el costat esquerre.
El primer, que es troba a l'esquerra, és una creu vermella sobre fons blanc, i representa al poble de Florència. Normalment s'utilitza per assenyalar les coses públiques de la ciutat.
Successivament es troba el lliri vermell florentí, també sobre fons blanc, actual símbol de la ciutat, adoptat dels güelfs en els temps de la "caça dels gibel·lins" en el 1266. L'emblema gibelí era al contrari: un lliri blanc sobre fons vermell, molt representat a les zones rurals de Florència.
L'emblema successiu, dividit verticalment entre blanc i vermell, representa la relació entre Fiesole (sobre fons blanc) i Florència (l'antic emblema del qual era sobre fons vermell). Els florentins sempre han recordat aquesta relació com si es tractés d'una "mare i filla". El quart emblema són unes claus d'or sobre fons vermell, que representa la fidelitat cap al papat.
El cinquè simbolitza la Senyoria, amb l'escrit "Llibertes" en or sobre fons blau, motiu de la llibertat i la independència ciutadana.
El sisè és una àguila vermella sobre fons blanc que derrota a un drac verd. Est és l'emblema de la part güelfa. Normalment les ciutats güelfes estaven caracteritzades en l'edat mitjana pels colors blanc/vermell (Florència, Lucca, Pistoia…), mentre que en les gibelines generalment es presentaven els colors blanc/negre (Siena i Arezzo). Després del ja citat lliri blanc sobre fons vermell, antic símbol gibelí de la ciutat, trobem l'emblema del rei de Nàpols, els lliris daurats sobre fons blau amb lambel de gules, de Carles i Robert d'Anjou, primer cap estranger de la ciutat.
Finalment hi ha un escut partit en franges negres/or i lliris d'or sobre fons blau amb lambel, que poden ser les armes de Lluís d'Anjou si s'admet una variació en els colors.

### La Torre d'Arnolfo

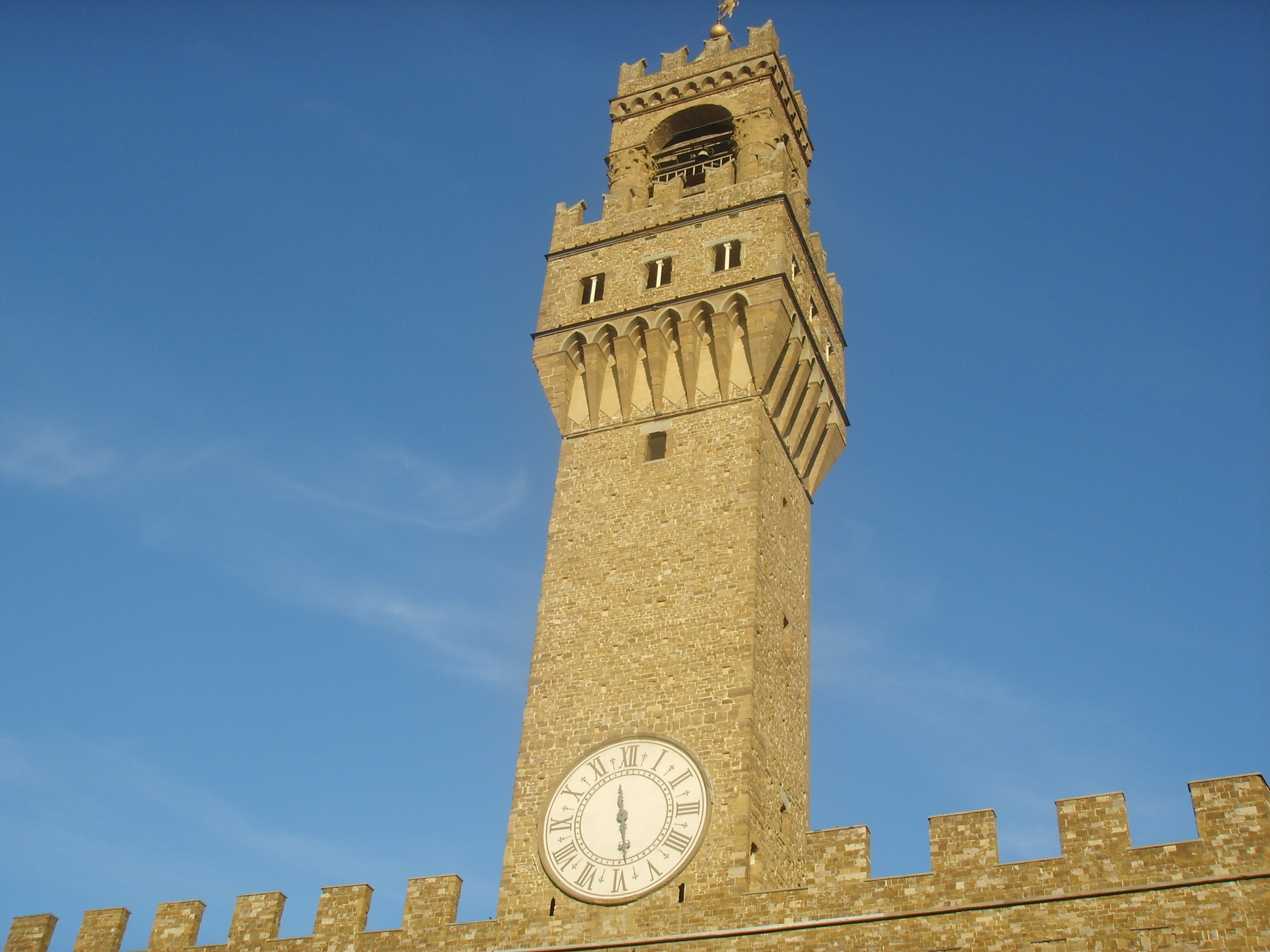
La Torre d'Arnolf.

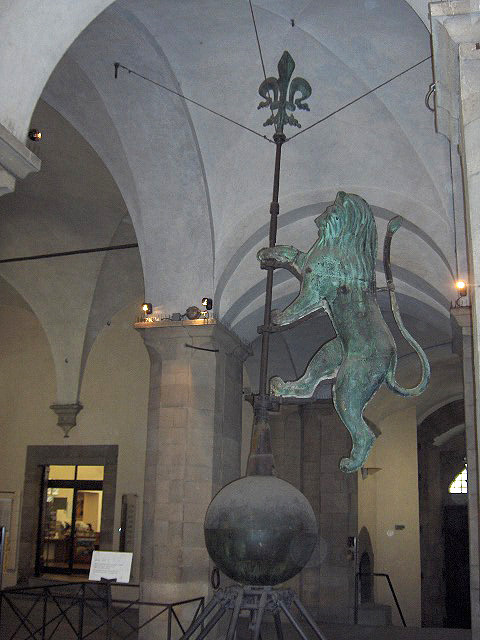
El penell original

La torre del Palau va ser construïda al voltant de 1310, quan el cos de l'edifici estava gairebé acabat. D'una altura propera als 94 metres, la torre no està alineada respecte a la façana, sinó descentrada sobre el costat sud d'aquesta (cap a la dreta per qui observa frontalment el Palau), perquè es recolza sobre una casa-torre preexistent pertanyent als Foraboschi anomenada Torre de la Vaca. Aquest nom era el que atorgaven els florentins a la gruixuda campana que sostenia.
El cos de la torre presenta una petita obertura denominada L'alberguetto, dins del qual van ser tancats com a presoners, entre d'altres, Cosme el Vell abans de ser condemnat a l'exili en 1433 i Girolamo Savonarola abans de ser ajusticiat i cremat a la Plaça de la Senyoria el 23 de maig de 1498. El baluard del campanar, envoltat de merlets gibel·lins, està sostingut per mènsules amb arcs ogivals sobre els quals es recolza una volta amb arcs suportats per quatre columnes massisses amb capitells decorats amb fulles. En el campanar van ser col·locades tres campanes:
- La Martinella, que crida als florentins a protegir-se.
- La campana del migdia.
- La campana dels repics, la més gran de les tres.

Entorn d'una de les columnes es pot veure la petita escala de caragol que permet pujar a part superior del campanar. En la part més alta es troba una gran penell (prop de tres metres d'altura) amb la forma del Marzocco rampant i sostenint un bastó coronat per un lliri. Actualment el penell que s'exposa en el cim de la torre és una còpia, podent-se admirar l'original davant del Saló dels Cinc-cents.
El gran rellotge situat a la meitat de la torre va ser construït del florentí Nicolò Bernardo, però reemplaçat en el 1667 per un altre, realitzat per Giorgio Lederle di Augusta i muntat per Vincenzo Viviani. Encara avui segueix funcionant.

### La Porta de tramuntana
La "Porta de tramuntana", anomenada així per la seva ubicació cap al nord, on bufa el vent de tramuntana, és la segona entrada monumental del Palau original. Es caracteritza per tenir un timpà amb dos nínxols els quals van estar ocupats per dues escultures del Lleó Marzocco. Des d'aquesta es pot accedir a la Sala d'armes, avui usada solament per a mostres contemporànies i diferents esdeveniments.

### Porta de la Duana
La porta situada en la part nord del palau, prop de la "Via dei Gondi", té sobre el seu portal, a més dels habituals escuts esculpits en representació de Florència i del poble, una porta fortificada amb incrustacions de marbre policromat, emblema de la duana. Des d'aquesta porta s'accedia, de fet, a les oficines de la duana, que tenia els seus magatzems en els nivells subterranis del Palau. D'aquesta funció deriva el nom de l'actual "Pati de la Duana".

### Altres portes
Sobre el costat de la Via dei Leoni hi ha un gran portal realitzat durant les últimes ampliacions del Palau (1549-1596).
Est presenta un aspecte rústic i un gran emblema mediceu. La petita porta situada en la Via della Ninna es remunta a l'època del Duc d'Atenes, que la va manar construir com a via de fuita juntament amb una escala secreta, que partia des dels seus apartaments, i que efectivament el va ajudar en l'època de la seva precipitada fugida de la ciutat.